# Astragalus austriacus
Astragalus austriacus är en ärtväxtart som beskrevs av Nikolaus Joseph von Jacquin. Astragalus austriacus ingår i släktet vedlar, och familjen ärtväxter. Inga underarter finns listade i Catalogue of Life.

## Bildgalleri

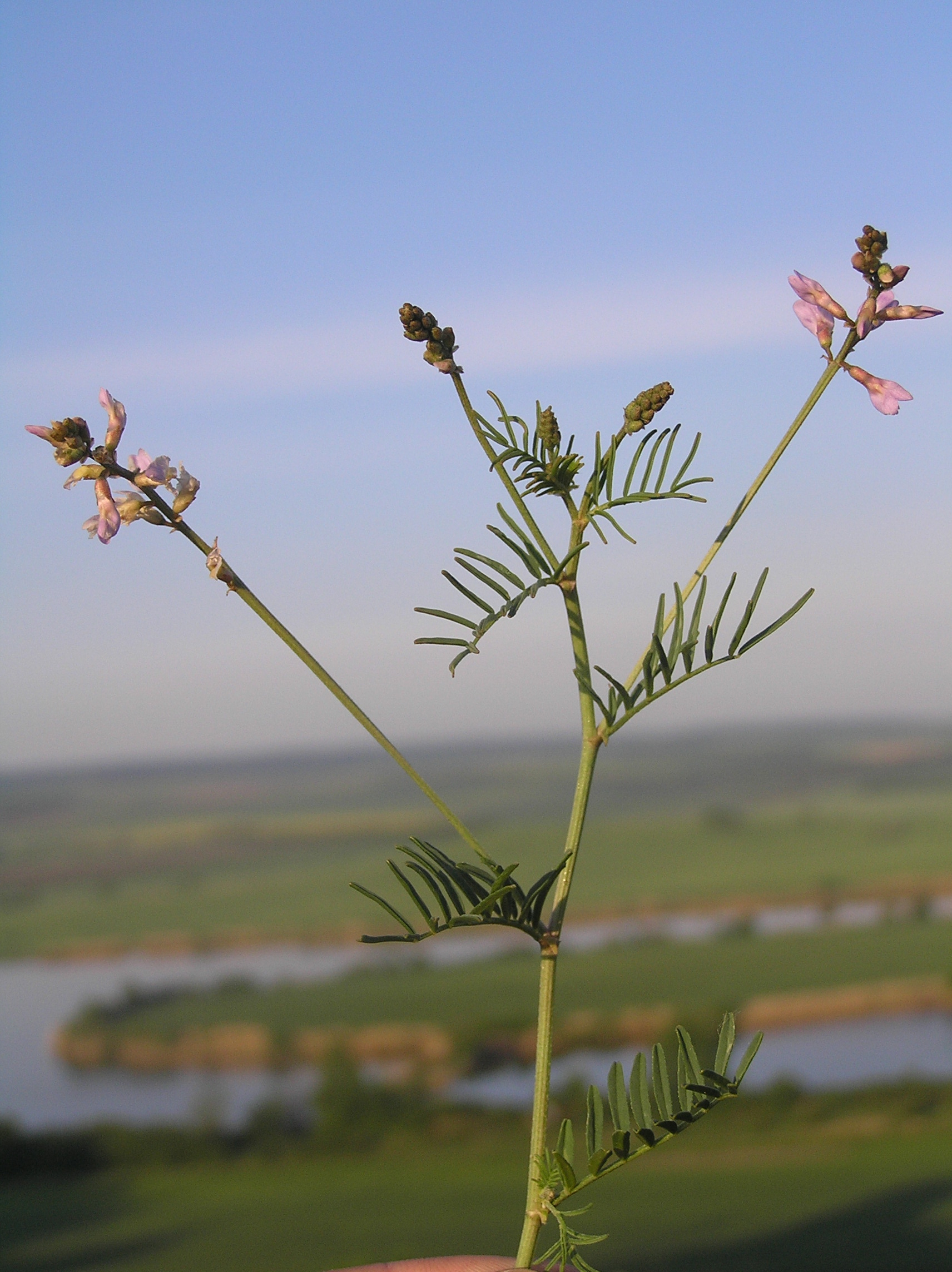
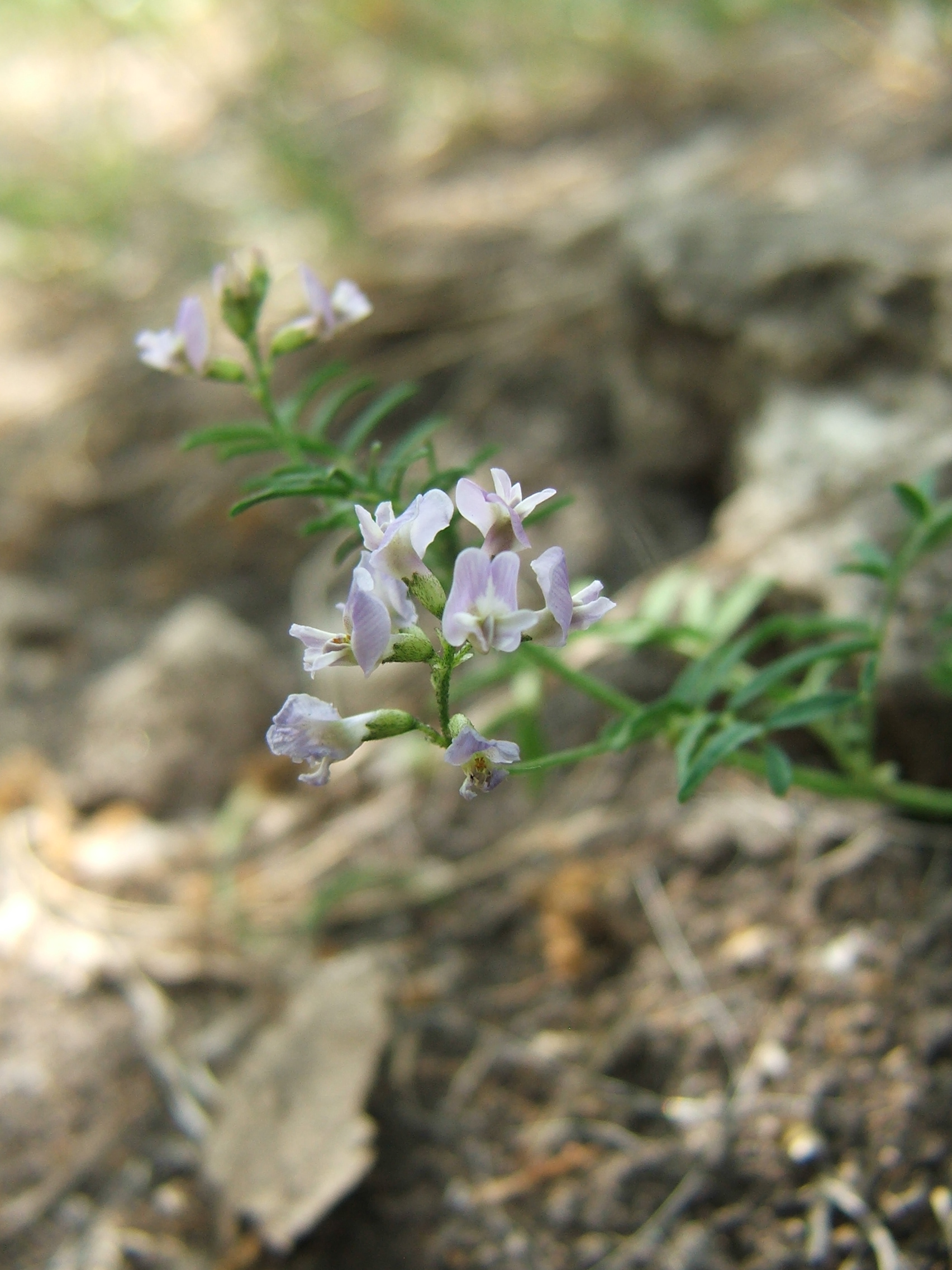
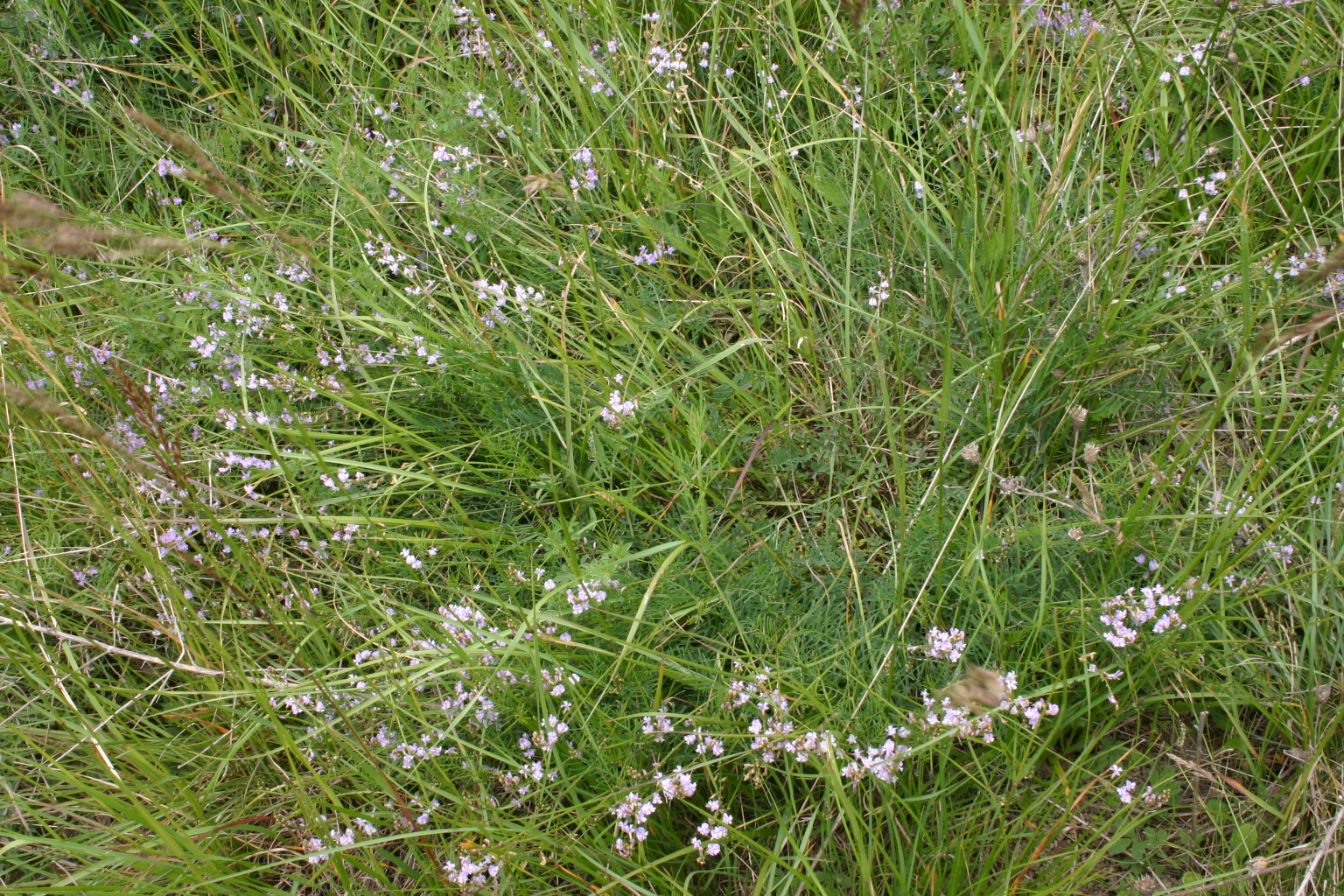
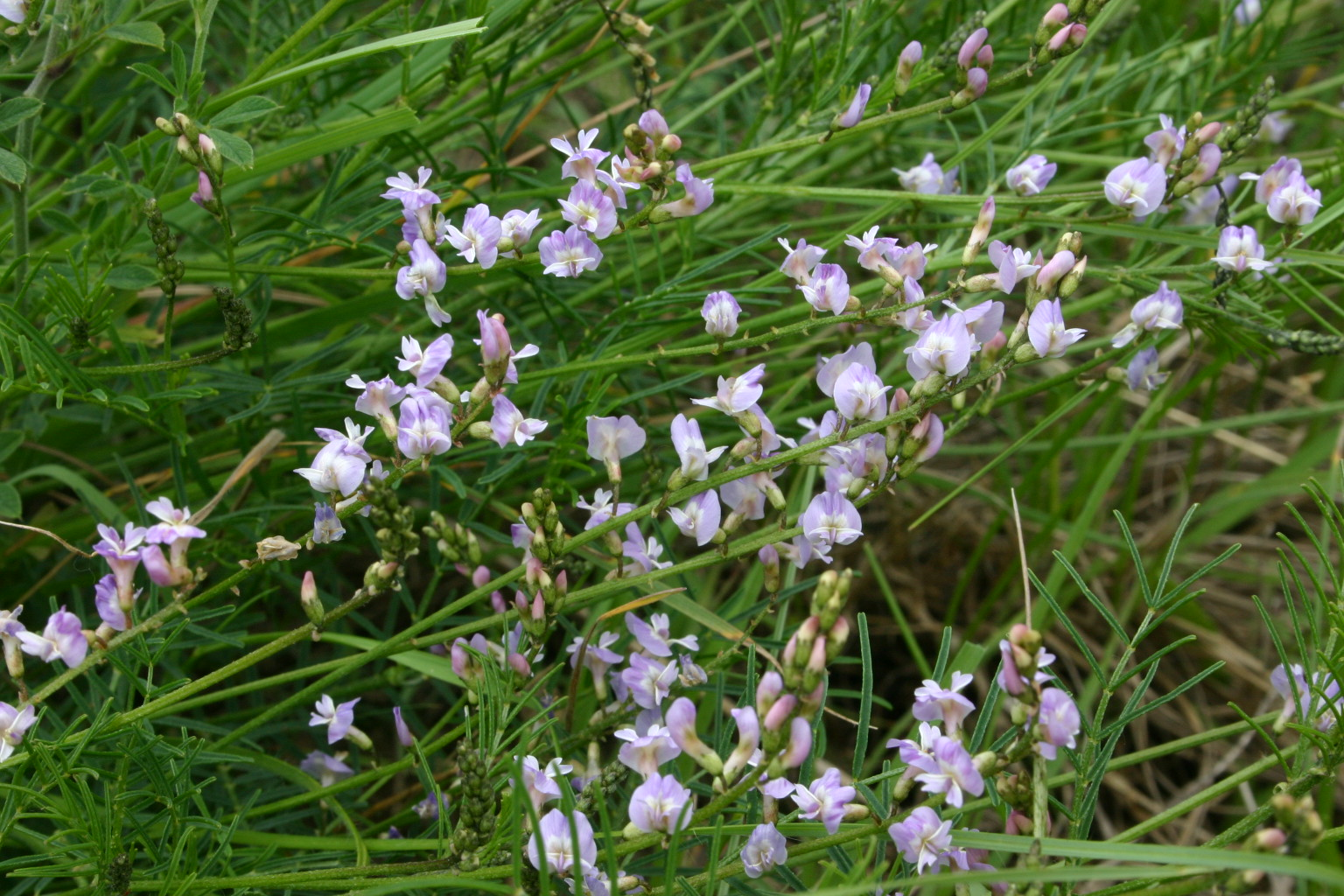
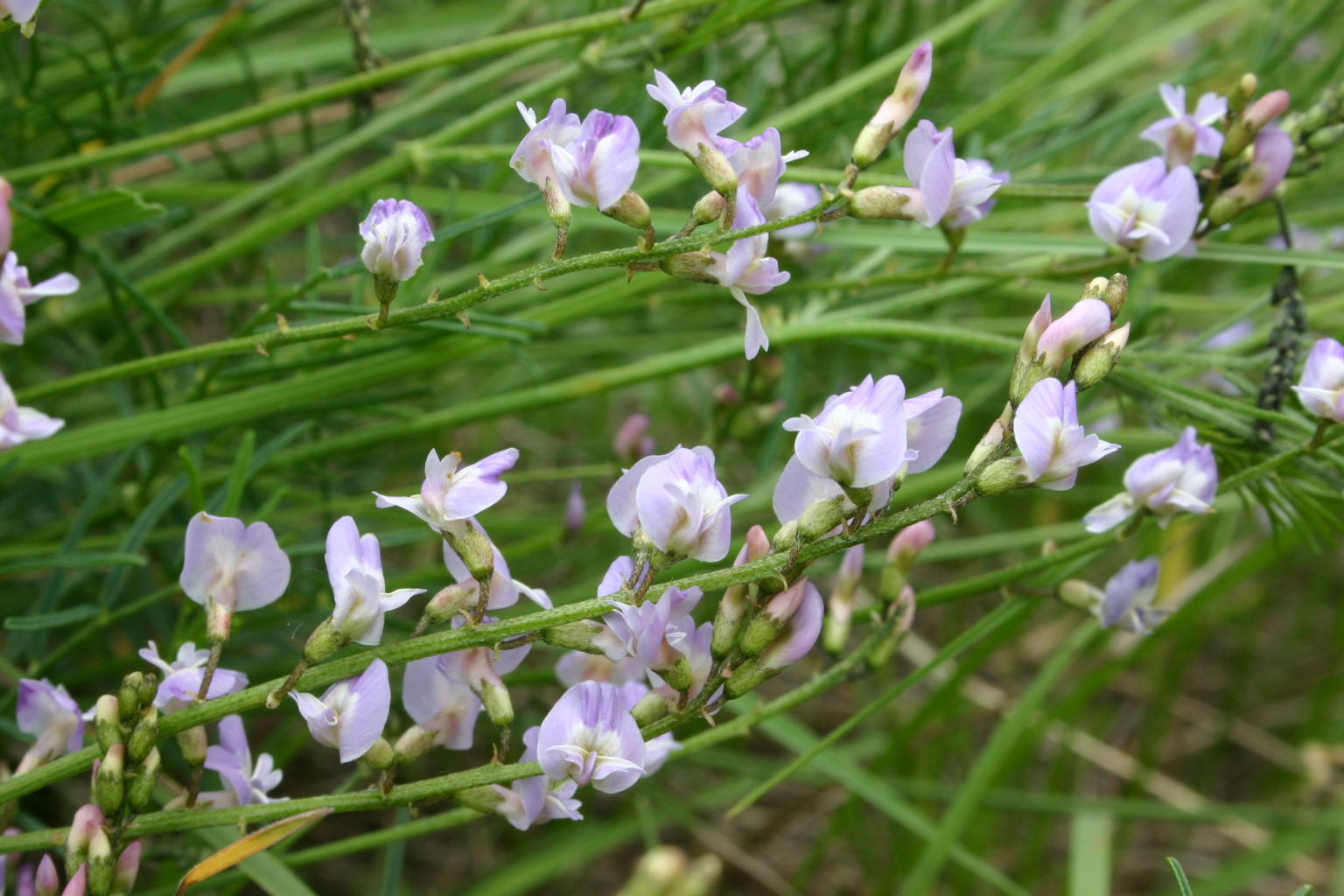
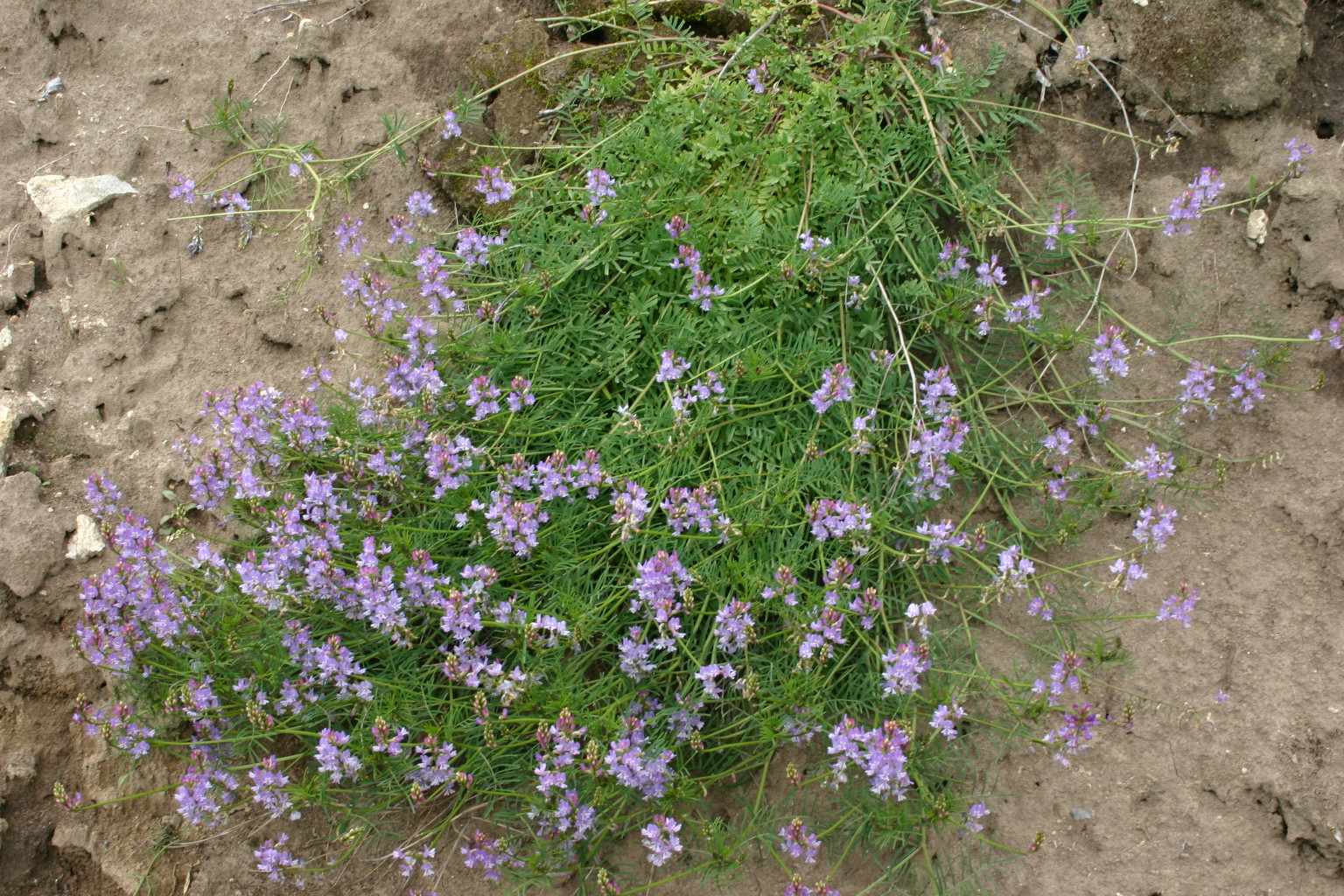